# 托尼·贝拉马桑
托尼·贝拉马桑（西班牙語：Toni Velamazán，1977年1月22日—），西班牙男子足球运动员，司职中场。他曾代表西班牙国奥队参加2000年夏季奥林匹克运动会足球比赛，获得一枚银牌。